# Simon Hölzl
Simon Anton Hölzl (* vor 1783; † 29. Februar 1868 in Buchholz bei Garsten) war ein österreichischer Orgelbauer.

## Leben
Simon Hölzl erlernte das Orgelbauerhandwerk bei seinem Vater Peter Hölzl. Er führte dessen Betrieb weiter. Von ihm gibt es einige Orgeln in der Region Garsten. Der Betrieb Simon Hölzls wurde durch dessen Sohn Franz Hölzl weitergeführt.

## Werkliste
| Jahr      | Ort                                | Gebäude                            | Bild | Manuale | Register | Bemerkungen                                                                              |
| --------- | ---------------------------------- | ---------------------------------- | ---- | ------- | -------- | ---------------------------------------------------------------------------------------- |
| 1823      | Gaishorn am See                    | Pfarrkirche Hl. Dreifaltigkeit     |      | I/P     | 8        | 1898 von Konrad Hopferwieser senior erweitert                                            |
| 1823/1824 | Windischgarsten                    | Pfarrkirche                        |      |         |          | nicht erhalten                                                                           |
| 1824      | Weißkirchen an der Traun           | Pfarrkirche                        |      |         |          | 2024 Orgelneubau durch Alois Linder                                                      |
| 1824/1825 | Bad Ischl                          | St. Nikolaus                       |      |         |          | nicht erhalten, seit 1887 Orgel von Gebrüder Mauracher                                   |
| 1824/1825 | Grünau im Almtal                   | Pfarrkirche                        |      |         |          |                                                                                          |
| 1826      | Pinsdorf                           | Pfarrkirche St. Matthäus           |      |         |          |                                                                                          |
| 1826/1827 | St. Valentin NÖ                    | Pfarrkirche St. Valentin           |      |         |          | nicht erhalten                                                                           |
| 1829      | Kirchdorf an der Krems             | Stadtpfarrkirche                   |      |         |          |                                                                                          |
| 1829      | Judenburg                          | St. Nikolaus                       |      | II/P    | 20       | Prospekt und einiges Pfeifenmaterial im Umbau von 1902 durch Matthäus Mauracher erhalten |
| 1831      | Ruprechtshofen                     | Pfarrkirche Ruprechtshofen         |      |         |          | 1999 erneuert                                                                            |
| 1831      | St. Johann am Tauern               | Katholische Pfarrkirche            |      | I/P     |          |                                                                                          |
| 1832      | Gmunden                            | Pfarrkirche                        |      |         |          | nicht erhalten                                                                           |
| 1834      | Maria Neustift                     | Pfarrkirche                        |      |         |          |                                                                                          |
| 1835      | Lauffen (OÖ)                       | Pfarrkirche                        |      |         |          | nicht erhalten                                                                           |
| 1839      | Bad Goisern                        | Pfarrkirche                        |      |         |          | nicht erhalten, seit 1964 Orgel von Dreher & Reinisch                                    |
| 1839/1840 | Nußbach (Oberösterreich)           | Pfarrkirche                        |      |         |          |                                                                                          |
| 1841      | Altenmarkt bei Sankt Gallen        | Pfarrkirche Altenmarkt an der Enns |      | I/P     | 7        |                                                                                          |
| 1846      | Molln                              | Wallfahrtskirche Frauenstein       |      |         |          |                                                                                          |
| 1850      | Erla (Gemeinde St. Pantaleon-Erla) | Pfarrkirche Erla                   |      | I/P     | 8        | [ 4 ]                                                                                    |
| 1850      | Altschwendt                        | Pfarrkirche                        |      |         |          | nicht erhalten, seit 1995 Orgel von Orgelbau Eisenbarth                                  |
| 1851      | Buchkirchen                        | Pfarrkirche                        |      |         |          |                                                                                          |
| 1853      | Wartberg an der Krems              | Pfarrkirche                        |      |         |          | nicht erhalten, Orgel von Orgelbau Kögler                                                |
| 1853      | Micheldorf OÖ                      | Pfarrkirche Heiligenkreuz OÖ       |      | I/P     | 10       | [ 6 ]                                                                                    |